# 巨錐軸孔珊瑚
巨錐軸孔珊瑚（学名：Acropora monticulosa）为軸孔珊瑚科軸孔珊瑚屬下的一个种。